# بخش ویس
بخش ویس، یکی از بخش‌های شهرستان باوی در استان خوزستان ایران است. مرکز این بخش، شهر ویس است.

## تقسیمات کشوری
- بخش ویس
  - دهستان زرگان
  - دهستان ویس

شهر: شیبان و ویس

## جمعیت
بر پایه سرشماری عمومی نفوس و مسکن در سال ۱۳۹۵، جمعیت بخش ویس برابر با ۶۲٬۶۸۱ نفر بوده است.